# Nogueira do Cravo (Oliveira do Hospital)
Nogueira do Cravo es una freguesia portuguesa del concelho de Oliveira do Hospital, con 14,92 km² de superficie y 2.289 habitantes (2001). Su densidad de población es de 153,4 hab/km².